# Massimo Cicconi
Massimo Cicconi (Teramo, 9 agosto 1969) è un allenatore di calcio ed ex calciatore italiano, di ruolo attaccante, tecnico dell'Under 17 del Como.

## Carriera
Conta 2 presenze in Serie A con la maglia del Como nel campionato 1987-1988, ha esordito nella massima serie a Torino il 13 settembre 1987 nella partita Juventus-Como (1-0).
Ha giocato in Serie B con le maglie di Palermo, Pescara, Catania e Fiorentina per un totale di 40 presenze e una rete.

## Palmarès

### Giocatore

#### Competizioni nazionali
- Campionato italiano Serie C2: 2

Florentia Viola: 2002-2003
Grosseto: 2003-2004
Campionato italiano Serie C1 Catania Calcio anno 2001 - 2002
Allenatore:Scudetto Allievi Nazionali Lega Pro anno 2016-2017 e Serie C 2020-2021 con il Como 1907.